# Deucalion oceanicum
Deucalion oceanicum es una especie de escarabajo endémica de la isla de Ilhéu de Fora (islas Salvajes), que administrativamente pertenece al Archipiélago de Madeira. Pertenece de la familia de los escarabajos de cuernos largos (Cerambycidae). Es la única especie del género Deucalion. Vive exclusivamente asociado a una planta huésped, que también es endémica de esta isla, Euphorbia anachoreta. El nombre científico de la especie fue publicado por primera vez en 1854 por Thomas Vernon Wollaston.
Miden 9 a 14 mm. Las antenas son más cortas que el cuerpo.